# 剑桥西区

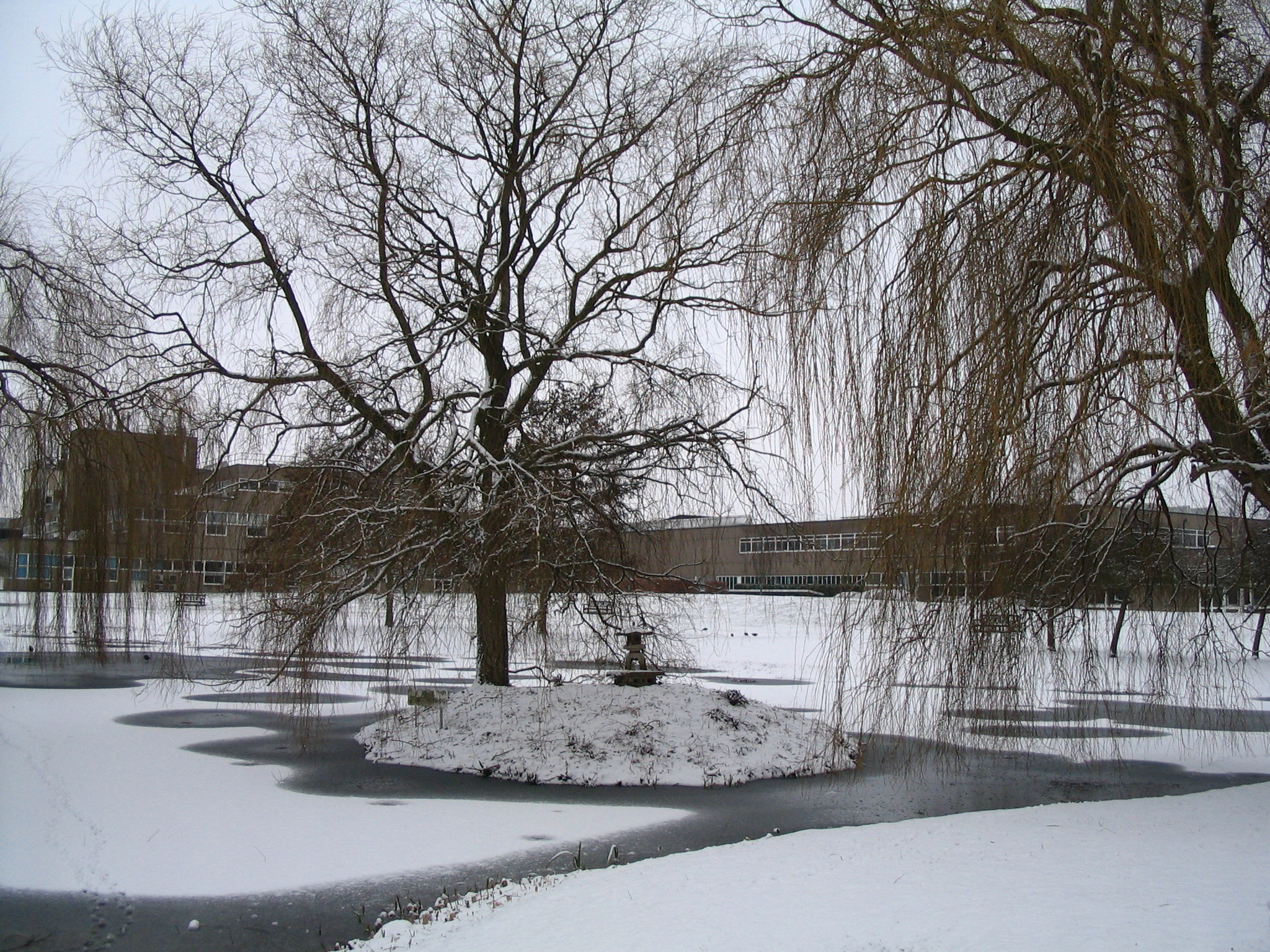
冬天的卡文迪许实验室。

52°12′37″N 0°5′26″E / 52.21028°N 0.09056°E
剑桥西区是剑桥大学的一部分，位于英格兰剑桥市中心的西侧。作为剑桥西区发展计划，一些剑桥大学的科系从市中心被移至这一地区。许多研究机构也坐落于这一地区。

## 地理位置
剑桥西区位于M11公路，麦丁利道, 克拉克·麦克斯韦道和格顿步行路之间，该区域现在拥有一些农场和一个小型湖泊。除了许多剑桥大学的科系和研究机构外，这一地区也拥有一些住宅建筑和一家餐馆。这一地区的道路都是以一些著名的剑桥科学家命名。剑桥大学的天文研究所位于该地区的北侧。 

## 建筑
| 建筑名称                                              | 竣工年代 | 学院或组织                   |
| ----------------------------------------------------- | -------- | ---------------------------- |
| 剑桥大学兽医医药系                                    | 1955     | 剑桥大学兽医医药系           |
| 惠特尔实验室                                          | 1973     | 剑桥大学工程系               |
| 卡文迪許實驗室 (包括剑桥日立，磁共振和微电子研究中心) | 1974     | 剑桥大学物理系               |
| 英国南极调查所                                        | 1976     | 英国南极调查所               |
| 计算机辅助设计中心                                    | 1978     | 阿维亚方案解决有限公司       |
| 斯伦贝谢剑桥研究中心                                  | 1984     | 斯伦贝谢有限公司             |
| 威廉·盖茨楼                                           | 2001     | 剑桥大学计算机系             |
| 罗杰·李约瑟大楼                                       | 2001     | 微软剑桥研究院               |
| 绍费尔德中心                                          | 2001     | 剑桥大学工程系土力工程研究组 |
| 剑桥大学纳米科学实验室                                | 2003     | 跨学科研究协作纳米科学中心   |
| 剑桥大学先进光电子中心                                | 2006     | 剑桥大学工程系电子工程分支   |
| 剑桥大学医药物理中心                                  | 2008     | 劍橋大學物理系               |
| 艾伦·里斯大厦楼                                       | 2009     | 剑桥大学工程系制造研究所     |

## 未来发展
剑桥西区目前计划建造一座体育中心和多座剑桥大学科系建筑。

## 环境保护
剑桥西区同时也是自然保护区，这里拥有许多自然生态品种，其中包括仓鸮、灰山鹑、獾亚科、水游蛇和许多两栖动物。为了维护和发展这一生态栖息地，这一地区的湖泊和池塘得到了有效的维护，建筑物的屋顶也被植物覆盖。区域景观同时得到有效的管理，包括建造和保护这里的篱笆和壕沟。

## 考古发现

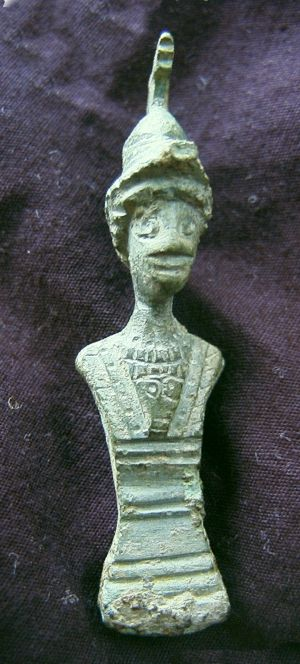
在剑桥西区出土的可能是弥涅耳瓦或雅典娜的半身像。

一个规模较小的古罗马定居遗迹曾在剑桥西区被发现，这个发现在史前和中世纪的文件中都有记录。调查和发掘工作在1999至2000年进行，同时这一地区对公众开放作为国家科学周的一部分。这一调查进行了超过3000次的挖掘工作，有50，000多件文物出土，其中一些文物在威廉·盖茨楼展出。

### 史前时期
许多石器时代的火石和铁器时代的陶器坑被发现，这一地区的其他史前功能仍然在分析中。

### 罗马定居点
一系列半开放式的罗马定居区分布在这一地区，这其中包括两个木材建筑，一些采石坑、两个坟场（包括四十个墓葬和五个孤立墓葬），这显示了该地区可能是一个大型罗马城镇的一小部分。当前的研究表明，这一地区在一世纪末至五世纪早期被多次利用过。
一些不同寻常的文物也在这一地区被发现，包括三世纪的硬币和一份记载以例行公事为目的屠杀动物的记录。一处马和牛的雕塑在一处坟墓入口被发现，这一时期的文物还包括胸针、钱币、陶器和一座可能是弥涅耳瓦或雅典娜的半身像。

### 晚期用途
这一区域在公元五世纪被荒废直至中世纪的农耕兴起，14世纪的地图显示一个叫作维勒的堤防曾经在这里建造。这一地区没有其他的发展直至19世纪一座主教农场在这里建造。